# Biens communs informationnels
Les biens communs informationnels sont les ressources informationnelles produites et mises en valeur par une communauté autonome et qui constituent à ce titre des biens communs.
Cette notion s'applique notamment, mais pas exclusivement, aux productions éditoriales publiées sous licence libre ou entrées dans le domaine public. Des initiatives tentent de réunir ces biens communs en un patrimoine informationnel commun, la plus célèbre étant sans doute l'encyclopédie Wikipédia.

## Origine et diffusion du concept
Le concept de bien commun informationnel a été initialement introduit par le chercheur et informaticien Philippe Aigrain. Dans Cause commune, celui-ci propose d'appliquer la notion de biens communs, développée notamment par Elinor Ostrom, à la sphère des biens intellectuels : « en parallèle avec la folie de la propriété, un nouveau continent apparaît : celui des biens communs informationnels, des créations qui appartiennent à tous parce qu’elles n’appartiennent à personne ».
Le concept s'est imposé dans les débats politiques et économiques sur la gouvernance des réseaux en ligne. Geneviève Vidal observe en 2012 une transformation progressive des postures de défense de l'autonomie du réseau, qui tend à l'affirmation d'un modèle alternatif : « Les années récentes ont vu fleurir des manifestes et des chartes sur les droits fondamentaux ou visant à fonder des droits nouveaux, qui seraient spécifiques à la société de l'information. Il s'agit de prêter attention aux alternatives qui ont commencé d'éclore pour élaborer et mettre en œuvre une conception de l'Internet comme « bien commun informationnel » ».

## Variation de la définition
Les biens immatériels en question sont de nos jours presque exclusivement disponibles sur l'Internet. Or selon le sens donné à l'adjectif commun, l'ensemble des biens concernés peut varier :
- lorsque commun fait référence à une nécessaire production commune, alors ces biens sont le résultat de processus de création par les foules (crowdsourcing). Mais une très grande majorité des œuvres d'Art, même numériques, sont encore le fruit d'un travail individuel ou de très petites équipes. Donc les biens communs informationnels de ce type sont minoritaires.
- lorsque commun qualifie uniquement les données échangées par une communauté, par exemple au sein d'un réseau social, le terme bien est usurpé, car ces données ne sont peu ou pas valorisables.
- lorsque commun fait référence au processus de publication sur la Terre entière, via Internet, alors le terme bien commun informationnel est un pléonasme, car tout bien diffusé sur l'Internet est commun.
- lorsque commun s'oppose à marchand, alors le terme bien commun informationnel est synonyme des objets de partage non marchand, aussi utilisé par Philippe Aigrain. Cependant, il a été démontré, qu'avec internet, le partage et l'échange marchant ne sont pas incompatibles. Le partage marchand pour les biens immatériels est possible à condition de pouvoir utiliser un système de paiement sécurisé et sans frais[3].
- lorsque commun désigne la communauté des créateurs et des consommateurs d'une même œuvre immatérielle, alors le terme ne fait que rappeler une fonction de mise en relation d'Internet. La composition de cette communauté est temporaire et dynamique. Dans le cas d'un bien commun géré en partage marchand au sein de cette communauté, un équilibre économique peut être respecté sans recours à des ressources externes, alors que dans le cas d'un bien commun géré comme partage non marchand, un recours externe à la communauté est requis au moins économiquement pour financer les créateurs.
- lorsque commun fait référence à la volonté des auteurs de céder leur droit moral sur le bien, alors cela ne concerne que très peu de créations, car même sous le régime de licences du Domaine Public, le droit de paternité est revendiqué.
- lorsque commun désigne l'universalité du droit d'accès à la connaissance et à l'éducation pour tout peuple, le terme reste ambiguë sur le devenir des œuvres temporairement restreintes par le droit d'auteur. La demande explicite par P. Aigrain de légalisation du Partage non Marchand, sous l'appellation de bien commun informationnel viserait à faire légaliser la pratique effective du piratage, en proposant un financement étatique par contribution créative. Or un bien piraté ne constitue pas un bien commun informationnel puisqu'il réutilise le contenu d'autrui sans son consentement, durant la durée de protection.

La légitimité du terme biens communs informationnels pour alimenter un discours anti-marchandisation est contestée.

## Gratuité
Dans l'hypothèse de légalisation du partage non marchand, donc de mise à disposition gratuite, autorisée en pair-à-pair, de biens communs informationnels même sous protection de droit d'auteur, il serait impossible, par la simple concurrence, de tirer un revenu de la vente directe de ces biens. C'est pourquoi cette légalisation impliquerait la gratuité de tous les biens communs informationnels. La règle de gouvernance implicite serait pour les créateurs des biens immatériels de trouver des sources de financement externes (don, publicité, État, marché des biens matériels, revenu de base...). La gratuité est justifiée par trois arguments :
- l'inéluctabilité de la copie numérique à coût nul, agissant comme une loi naturelle, impossible à limiter légalement, toute répression étant inefficace,
- l'extrapolation au monde numérique du principe connu dans le monde physique de fixation du prix proportionnellement au coût marginal, nul pour un bien immatériel, donc impliquant un prix nul,
- la volonté d’empêcher toute forme d' enclosure sur les biens communs, et donc le refus d'un prix non nul, qui restreint de fait l'accès seulement à ceux qui peuvent payer.

En revanche, la gratuité n'est pas requise pour un bien commun non informationnel.

## Enclosure
L'enclosure des communs informationnels désigne le mouvement d’appropriation des idées qui sous-tend l'économie du savoir.
De nombreux scientifiques, suivant James Boyle (en), parlent d'un « second mouvement des enclosures » pour désigner la manière dont les idées et les informations ont fait l'objet d'une forme de privatisation dans le monde capitaliste du XIXe siècle. En effet, selon lui, alors qu'auparavant il n'était possible de s'approprier des idées qu'exceptionnellement, le développement du droit de la propriété intellectuelle a généralisé cette possibilité. Ainsi, Boyle pense que l'apparition du concept de domaine public, c'est-à-dire d'une catégorie juridique spéciale pour ces idées-là que tout le monde a le droit d'utiliser, révèle que l'accaparement est désormais vu comme la norme. Le commoning (de) intellectuel est dès lors mis de côté,. Cette extension de la notion d'enclosure aux communs de la connaissance est parfois contestée.
Selon Anthony McCann, le processus d'enclosure des informations, amplifié par la numérisation, est différent de celui de la privatisation ou de la marchandisation.
L'enclosure de l'information empêche la recherche scientifique de progresser, ce qui motive le mouvement de la science ouverte,. L'enclosure de l'information scientifique aujourd'hui se fait principalement à travers la privatisation de la science, par exemple sous l'influence de la demande industrielle de génie génétique. Selon Lionel Maurel, les bibliothèques ont un rôle important à jouer pour diffuser le savoir aux communiers, et doivent être vigilantes à ne pas au contraire participer à l'enclosure des connaissances.
Selon Martin Freriksson, les débats politiques qui animent la gouvernance d'Internet dans l'Union européenne se sont déplacés depuis les années 2000 où le mouvement libriste revendiquait un stop à l'enclosure des communs informatiques. Dans les années 2010 et 2020, les demandes politiques, par exemple celles des partis pirates, se sont davantage focalisées sur l'auto-détermination numérique (en).